# دونگ هوی
دونگ هوی(به ویتنامی: Đồng Hới)
 مرکز کوانگ‌بن در ناحیه Bac Trung ویتنام است. 

مساحت این شهر ،(۶۰ مایل مربع) km² ۱۵۵٫۵۴ ; & nbsp
و جمعیتش در سال ۲۰۰۵ (میلادی) , ۱۰۳٬۰۰۵ نفر بوده‌است. 
در این شهر یک فرودگاه وجود دارد